# Rundlök
Rundlök (Allium rotundum) är en amaryllisväxtart som beskrevs av Carl von Linné. Enligt Catalogue of Life ingår Rundlök i släktet lökar och familjen amaryllisväxter, men enligt Dyntaxa är tillhörigheten istället släktet lökar och familjen amaryllisväxter. Arten förekommer tillfälligt i Sverige, men reproducerar sig inte. Inga underarter finns listade i Catalogue of Life.

## Bildgalleri

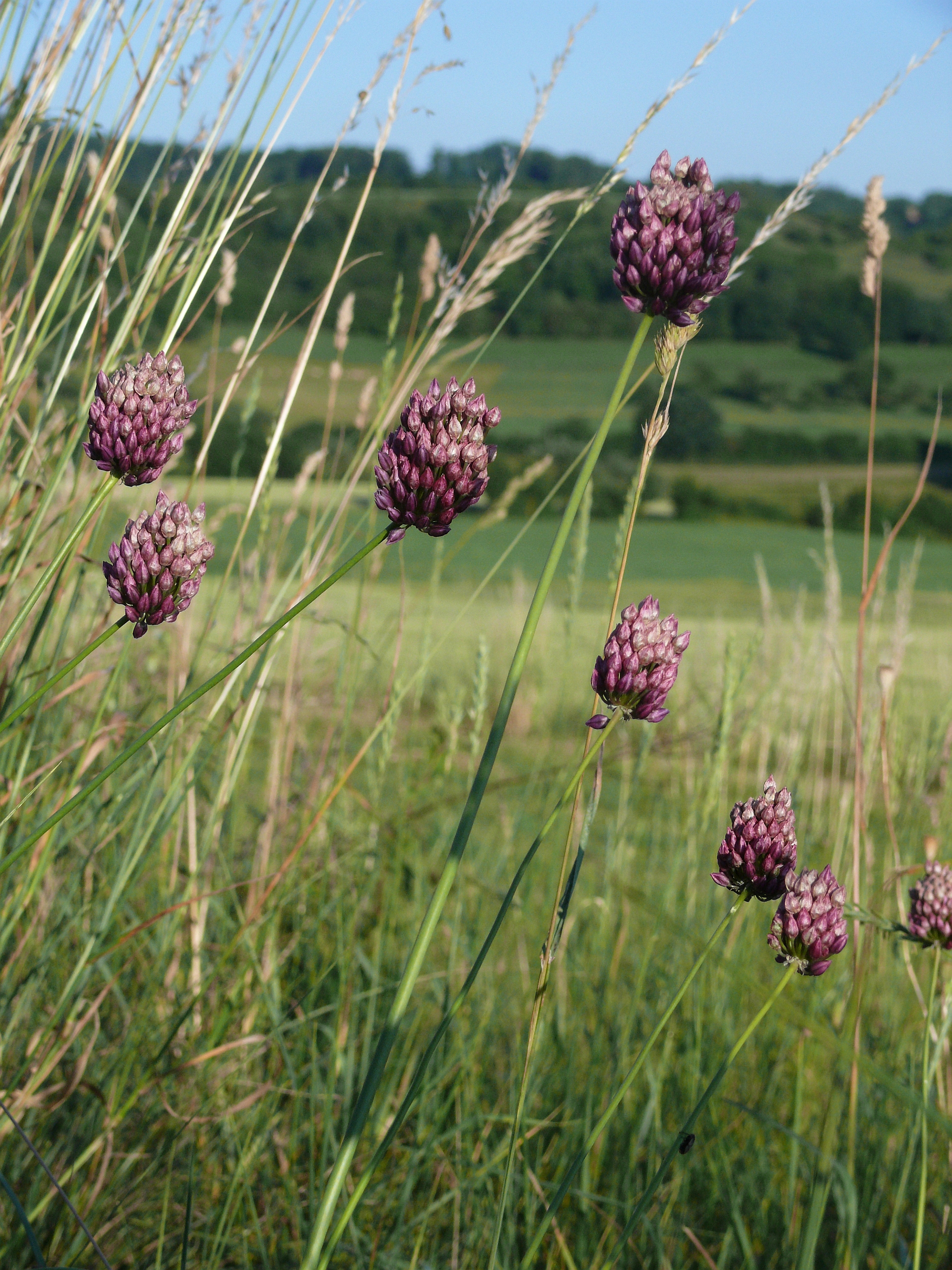
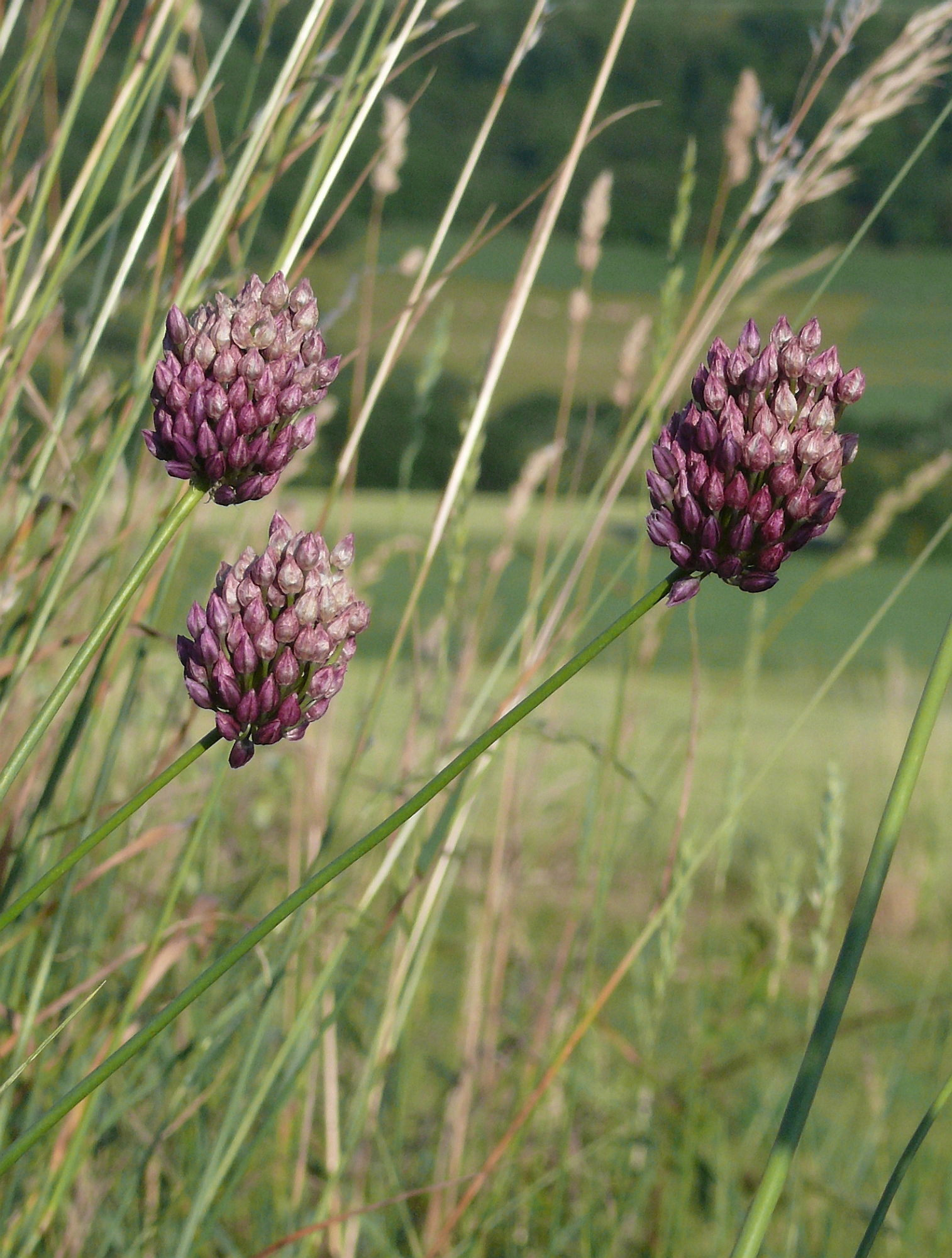
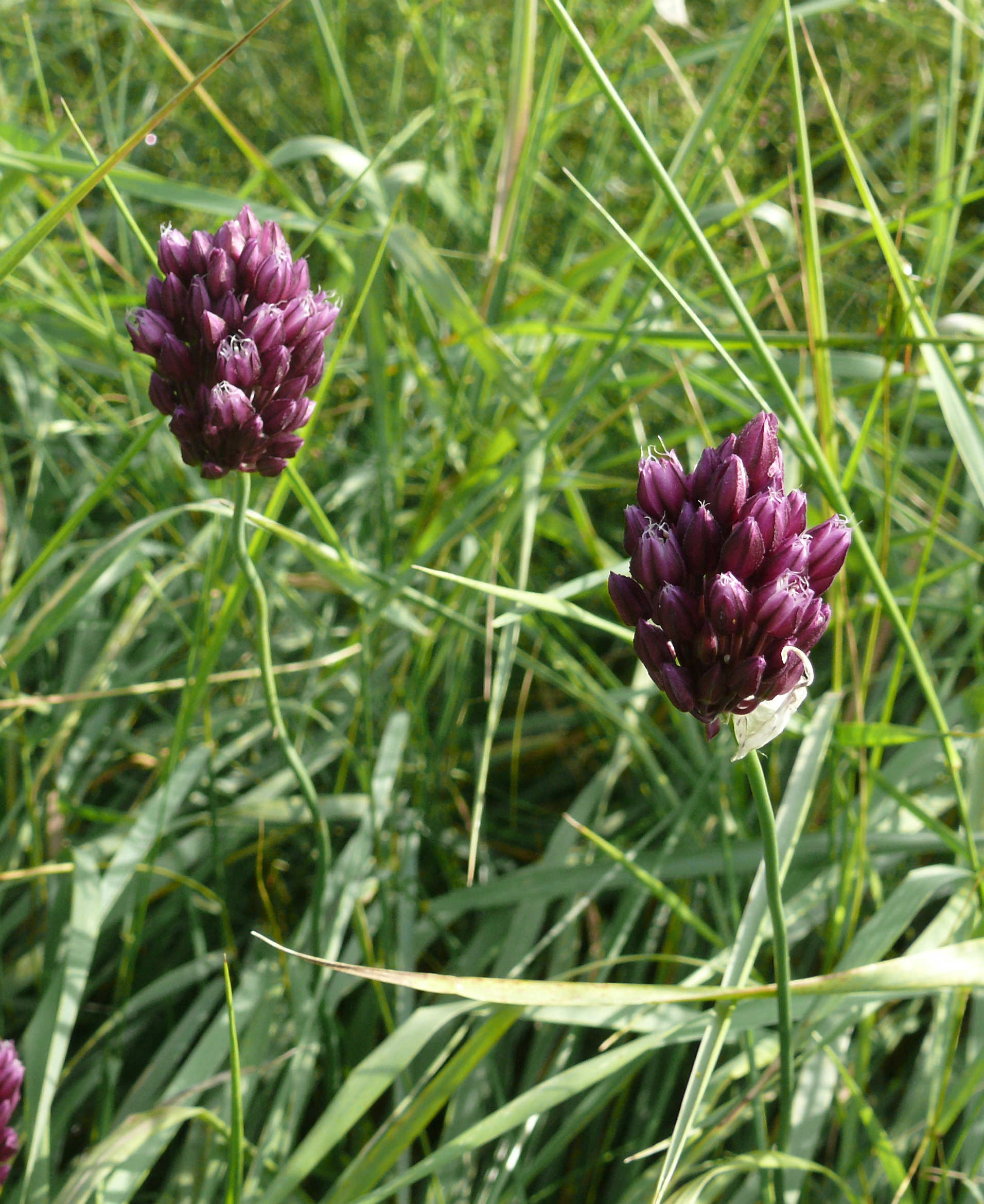
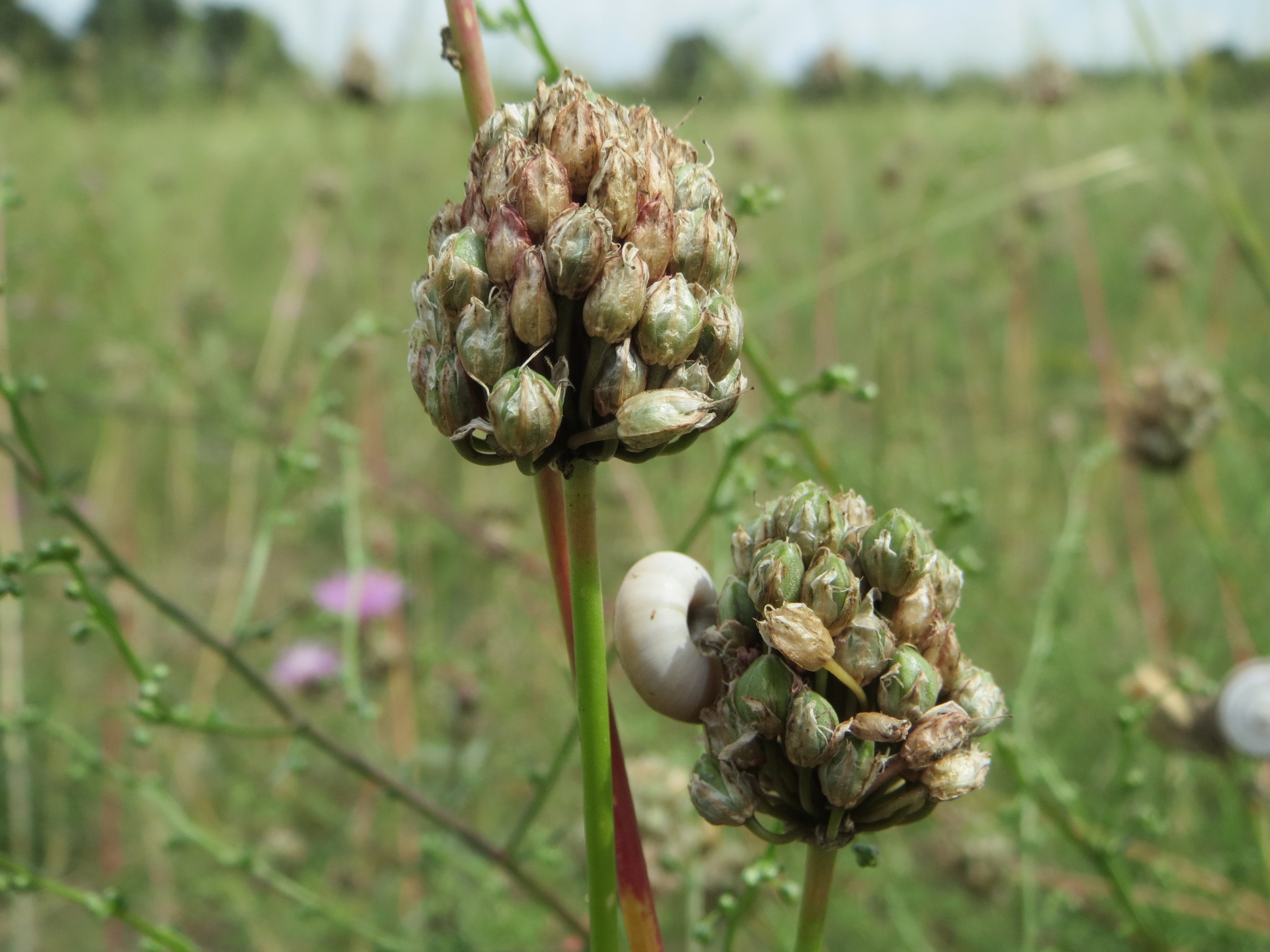
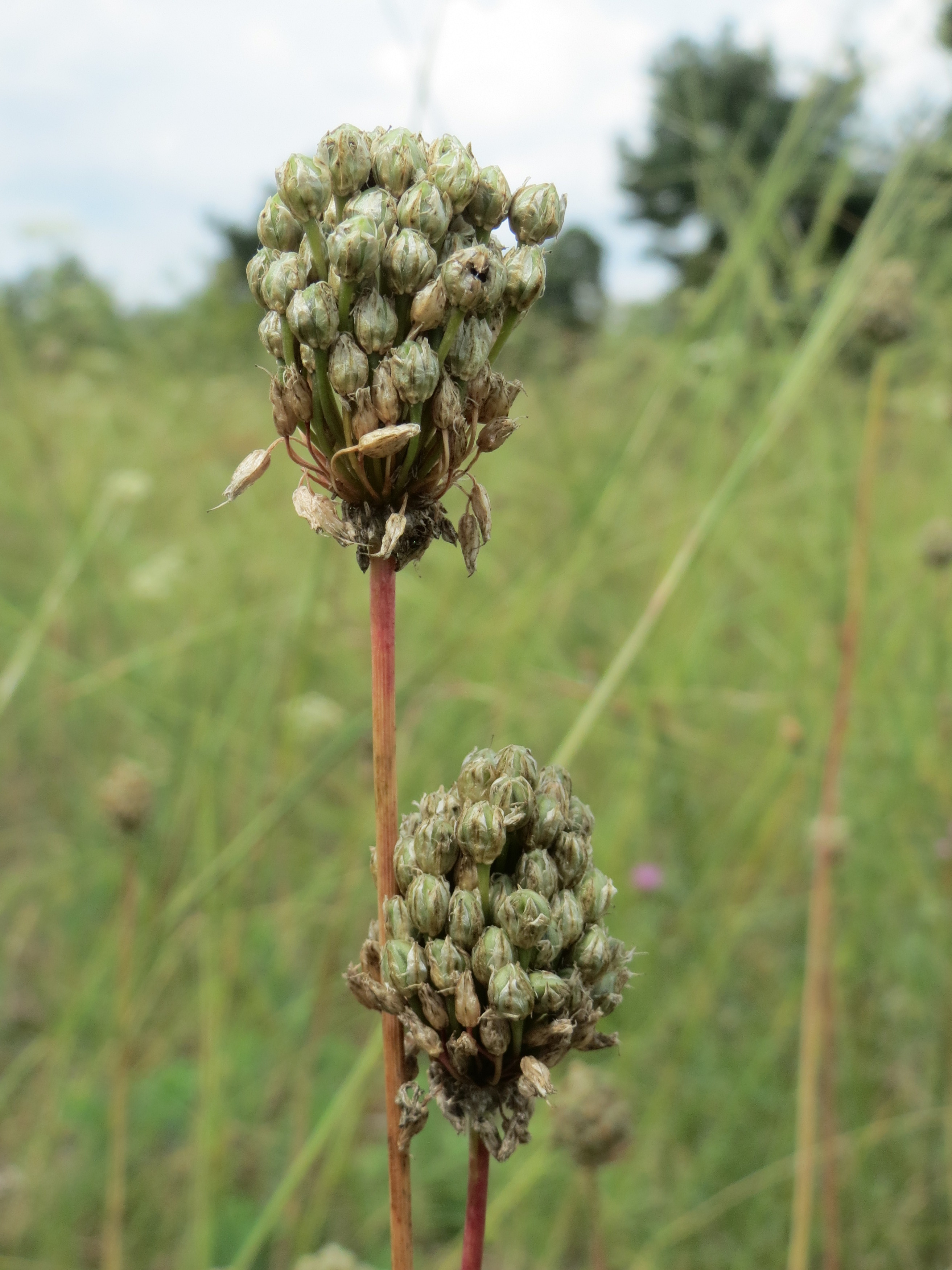
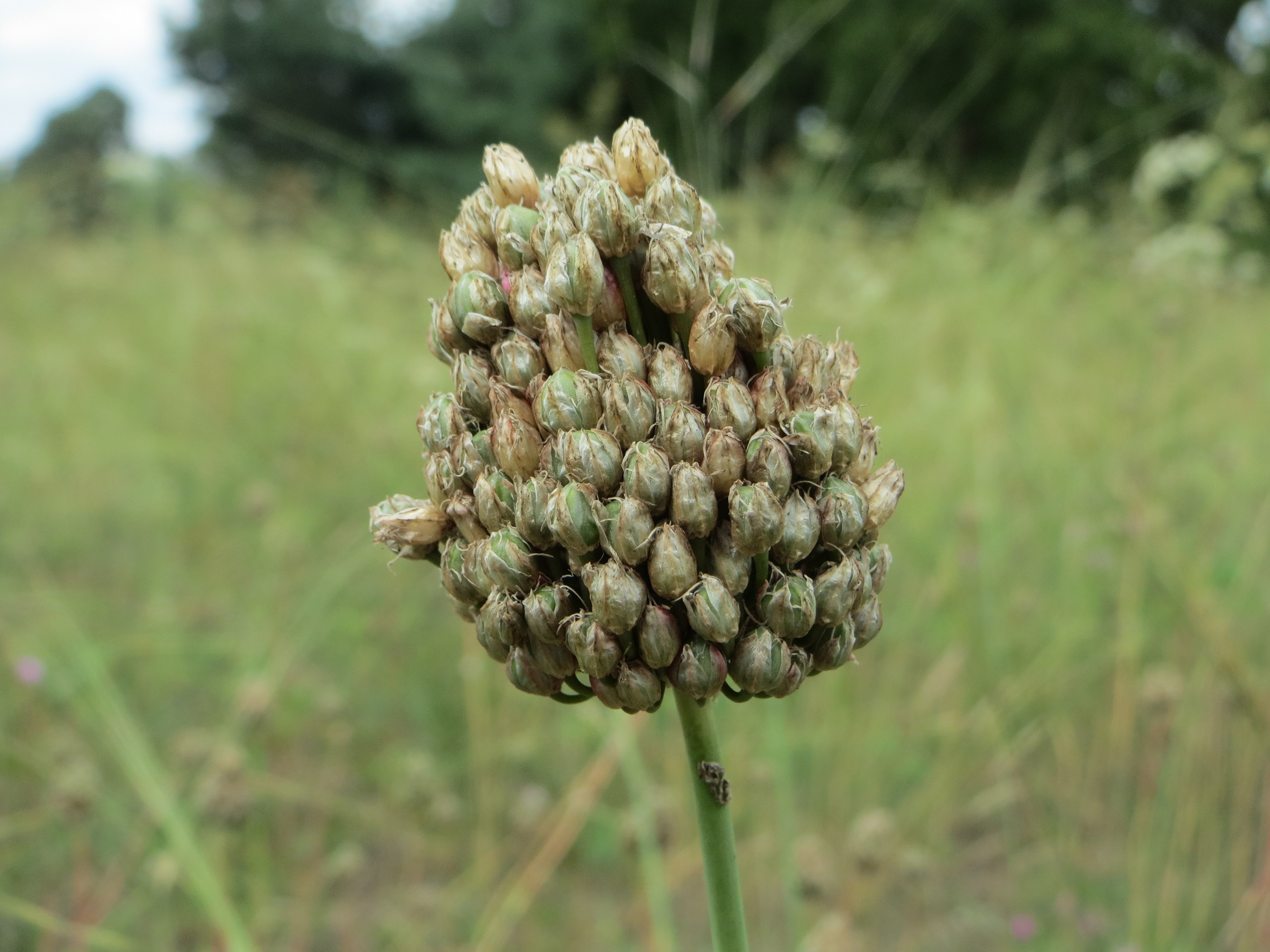